# クジラの歌
クジラの歌（くじらのうた）は、コミュニケーションを目的としてクジラが発する一連の音である。特定の種に属するクジラ（代表的には、ザトウクジラ）が発する、反復的でパターンが予測可能な音で、その発声が、鯨学者に人間の歌唱を想起させるものを指すために「歌」とよばれる。

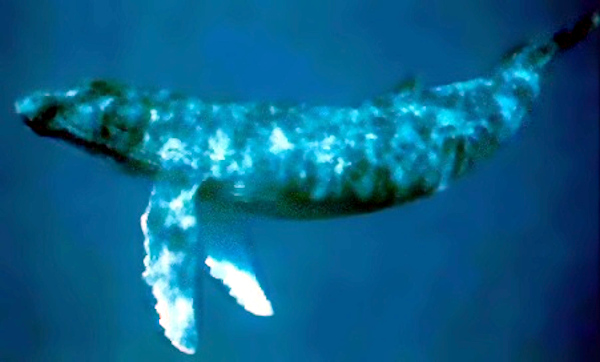
ザトウクジラ。歌は有名である。

音（声）を発生するのに使われるメカニズムは、クジラの種類により異なっている。とはいえ、クジラ、イルカ、ネズミイルカ（porpoise）は、陸上の哺乳動物 に較べて、すべてコミュニケーションを目的とするこのような音やその感覚に大きく依存している。これは、水中では光の吸収が大きいため視界が悪く、また、空気中に較べると、水中では分子の拡散速度が相対的に遅く、嗅覚が有効に働かないためである。加えるに、水中での音の速度は、海水面上において大気中の速度のおよそ4倍である。
海の哺乳動物たちは、コミュニケーションや摂食において聴覚に非常に依存している。このため、世界中の海洋で起こっている船舶航行や軍事用アクティブソナー、海洋地震などによる環境雑音の増加は、海洋哺乳動物に対し悪影響を与えつつあるとして、環境保護論者や鯨学者たちの関心を集めている。また東京海洋大学の研究によると、地球温暖化に伴い海洋酸性化が進むと様々な水中音響が伝わりやすくなり、クジラの求愛を妨げる可能性があると指摘されている。

## 発声法
人間は、喉頭を通して空気を外に押し出すことで声を発する。喉頭内にある声帯は、連続的な息の流れを離散的な空気の塊に分けるため、必要に応じて開閉する。空気の塊は、咽喉部、舌、唇によって、意図する音へと整形される。
クジラ類の発声方法は、人間の場合のメカニズムとはかなり異なっており、さらにクジラ類の二つの主要な亜目でも異なっている。
- Odontoceti　歯クジラ類 （イルカ、ツチクジラ、マッコウクジラ等）
- Mystceti　ひげクジラ類 （シロナガスクジラを含む大型のクジラ、ザトウクジラやセミクジラ等）

### 歯クジラ類の発声

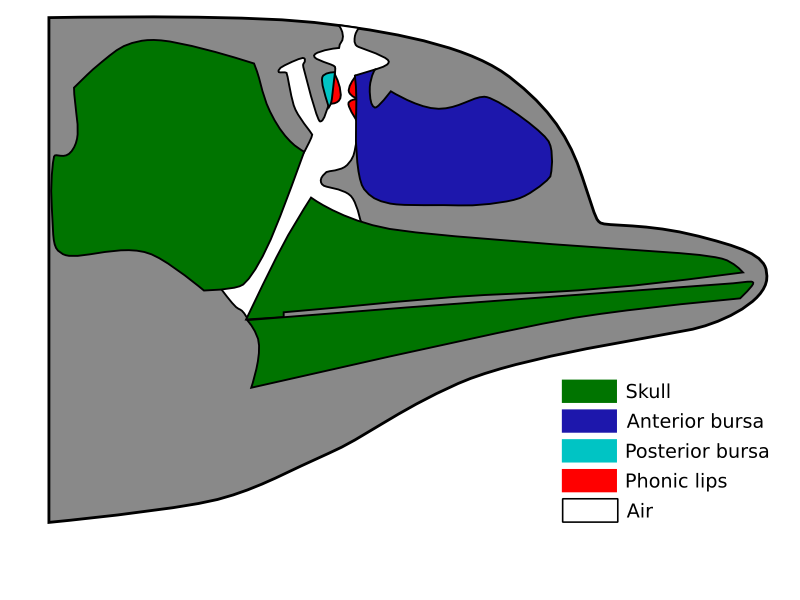
発声に関係する領域を示す、イルカの頭部の図解。Cranford（2000年）より再構成した図。
赤い部分が音唇（フォニック・リップス）。

ハクジラ類（toothed whales）は、クジラの歌として知られている、長く続く、低い周波数の音をださず、甲高い周波数のクリックス及びホイッスル（警笛音）といった突発音を発する。単一のクリックスは、一般にエコーロケーションに使われるが、他方、複数のまとまりあるクリックスや警笛音は、コミュニケーション目的で使われる。イルカの大きな群では、様々なノイズから成る、本物の不協和音が発せられるが、この音の意味については、ほとんどわかっていない。
音自体は、人間の鼻孔通路にも似た、音唇（フォニック・リップス、phonic lips）と呼ばれる頭部の構造を空気が通過することで生み出される。空気が狭い通路を通過するにつれ、音唇の薄膜は互いに吸い寄せられ、周囲の組織を振動させる。この振動は、人間の喉頭部での振動と同様、極めて敏感に意識的にコントロールされる。振動は頭部の組織を通過してメロン体（melon）に至り、メロン体は音を整形すると共に、エコーロケーション用の音波へと変換する。ハクジラ類は、マッコウクジラ（sperm whale）を例外として、すべて、二組の音唇を備えており、そのため、独立した二種類の音を同時に発することが可能である。空気は音唇を通過した後、前庭気嚢（vestibular sac）に入る。ここより空気は、鼻部複合体（nasal complex）の下部へと循環可能で、再度、発声のため利用できる。またはそのまま噴気孔から排出される。
フォニック・リップスのフランス語での名称は、museau de singe － つまり、「猿の唇」であるが、これは形状が類似しているためとされる。2004年にCAスキャン（Computed Axial Scan）及び単光子放出CTスキャンを用いた、新たな頭蓋解析が行われ、少なくともバンドウイルカ（bottlenosed dolphin）の場合、空気は、口蓋咽頭括約筋（palatopharyngeal sphincter）によって肺より鼻部複合体に供給され、イルカが吸気を維持できる限り、発声プロセスは継続可能であることが示されていた。

### ひげクジラ類の発声
ヒゲクジラ類（baleen whales）は、フォニック・リップス構造を持たない。代わりに、発声の役割を担うようにみえる喉頭を備えるが、声帯がなく、どういうメカニズムで発声が成立しているのか、正確なところは、科学的に未確認である。しかし、クジラ類は、音を発生させるために息を吐き出す必要がないため、発声プロセスは人間のそれと当然相同ではない。クジラは発声のため、体内で空気を循環させていると考えられている。発声のため、頭蓋腔（cranial sinuses）がまた使われているようであるが、現在のところ、詳細は不明である。

## クジラが出す声の目的
複雑で容易に忘れることのできないザトウクジラ（およびある種のシロナガスクジラ）の声は、主として雌雄選択（以下の章を参照）のために用いると信じられている。
一方、他のクジラが発するより単純な声は、1年を通して用いられる。シャチ（オルカ）を含む、歯をもつイルカは、反響定位（エコーロケーション、超音波の放出と反響の聴取）を用いて、物体の大きさや性質を極めて正確に探知する。
ヒゲクジラはこの能力をもたない。更に、サメなどのある種の魚とは異なり、クジラの嗅覚は高度に発達しているとはいえない。水中環境における視界の悪さと、水中では音波は容易に伝達し得るという事実を考えると、ヒゲクジラなどが発する（人間にとっての）可聴音は、その遊泳を補助する役割をもっていることになる。例えば、水中での深度や、前方にある大きな障害物などは、ヒゲクジラが発する大音量の声で探知できる。

## ザトウクジラの歌

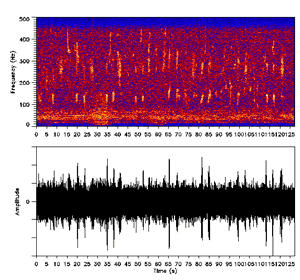
ザトウクジラ
音響スペクトログラム
速度・10倍
— Audio file（OGG, 57kb)

クジラのなかの二つのグループ、つまりザトウクジラと、インド洋で見出されるシロナガスクジラの亜種は、クジラの歌として知られる、様々な周波数での反復的な音を発することが知られている。海洋生物学者フィリップ・クラファム Philip Clapham は、この歌を、「動物界におけるおそらくもっとも複雑な［歌］」と形容した。
雄のザトウクジラは、交配期に限ってこのような発声を行う。そこから、歌の目的は、性的選択を補助するためであろうと推測される。歌が、一頭の同じ雌を争う雄同士の競争が目的の振る舞いか、テリトリーを定めるための手段か、あるいは雄から雌への「恋の駆け引きによる戯れ」のようなものか、いずれであるか不明であるが、現在研究が進められている。
クジラの歌への関心は、1971年に歌を解析した研究者、ロジャー・ペインとスコット・マクヴェイ Roger Payne and Scott Mcvay によって引き起こされた。歌は、明瞭に区別される階層構造に従う。歌の基本単位（時として、「楽音」と呼ばれる）は、数秒間ほど継続する、中断のない単一の発声である。これらの発声音は、20ヘルツから10キロヘルツまでの周波数で変動する（人間は、典型的には、20ヘルツから20キロヘルツの音を聞くことができる）。単位は、周波数変調が可能であり（すなわち、楽音において、音は高くなったり低くなったり、同じ周波数に留まったりする）、また振幅変調可能である（音量が変化する）。
四個または六個の基本単位から成るセットは、サブフレーズとして知られ、十秒ほど続く。二つのサブフレーズからフレーズが構成される。クジラは典型的には、二分から四分のあいだ、同じフレーズを幾度も繰り返す。これを、テーマと呼ぶ。テーマの集まりが、すなわち歌となる。クジラは同じ歌を繰り返し、歌は二十分ほど続き、更に繰り返され、何時間にも渡って続き、数日にも及ぶことがある。この「ロシア式入れ子人形（マトリョーシカ）」的な音の階層は、科学者の想像力をかき立ててやまない。
更に、個々のクジラの歌は、時間と共にゆるやかに進化する。例えば、一ヶ月に渡る時間の経過と共に、「アップスウィープ」（周波数における増大、つまり低音から高音への推移）として始まった特定の単位が、ゆるやかに平坦化して、定周波数の音になることがある。別の単位は、一貫して音量が大きくなって行く。クジラの歌の進化のペースが、また変化する。何年か、歌が非常に急速に変化することがありえ、別の数年のあいだは、ほとんど変動が記録されないこともありえる。

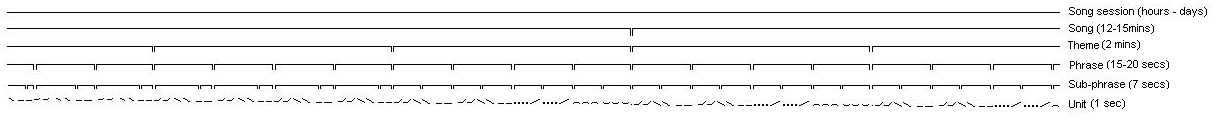
ザトウクジラの歌の模式図。ペインその他 （Payne et al.） より再構成した図 (1983年)

同じ地域のクジラは、わずかなヴァリエーションはあるが、類似した歌を歌う傾向がある。テリトリーに重複のないクジラは、まったく異なるユニットの集積をうたう。
歌が進化して行っても、古いパターンがもう一度立ち現れることはないと考えられている。クジラの歌を19年にわたって分析した結果では、歌の一般的なパターンは、点在して出現し得るが、同じ組み合わせは二度と再現されないことが分かった。
ザトウクジラはまた、歌の一部を構成するのではない、孤立した音を、とりわけ、求愛行為のあいだ、発することがある。
最後に、ザトウクジラは、三番目の分類となる、フィーディング・コール（feeding call）と呼ばれる音を発する。これは、定周波数に近い、長い音（声）であり、5－10秒程度持続する。ザトウクジラは一般に、群として集まることで、協調して摂食する。魚群の下側で遊泳し、全員が、魚の群を突き抜けて垂直に上方に突進し、一緒に水から飛び出る。この突進の前に、クジラはフィーディング・コールを発する。このコールの正確な目的は分かっていない。しかし研究によれば、魚たちは、この声が何を意味するのかを知っているようである。録音した音を再生して魚たちに聞かせると、ニシンの群は、音に反応して、実際にはクジラがいないにもかかわらず、コール音を避けて移動した。

## 他のクジラの声
大部分のヒゲクジラは、およそ 15－20ヘルツの声を出す。しかしウッズホール海洋研究所の海洋生物学者たちは、『ニューサイエンティスト New Scientist』誌2004年12月号に寄稿して、彼らが北太平洋で12年間にわたり一頭のクジラを追跡調査して来たことを述べ、このクジラが、52ヘルツで「歌っていた」ことを報告している。科学者たちは目下、標準周波数からのこの劇的なズレを説明することができない。とはいえ科学者たちは、このクジラは間違いなくヒゲクジラであり、新種のクジラである可能性はまずないと考えている。またこのことから、現時点で既知のクジラの種は、従来考えられていたよりも遥かに広い声域を持っている可能性がある。
その他の大部分のクジラやイルカは、複雑さのレベルが様々に異なる声を発する。とりわけ興味深いイルカとして、非常に多様なホイッスル（警笛音）やクリックスやパルス音を発するシロイルカ Beluga （その声がカナリアに似ているので、「海のカナリア sea canary」とも呼ばれる）がいる。

## 人間との相互作用
大部分の海洋哺乳類学者たちは、クジラの歌が、クジラ類の発展と安寧にとって、とりわけ本質的に重要な役割を果たしていると信じている。また、クジラが海の中にいるという理由だけで、クジラの歌に対する過度な魅惑が引き起こされて来たと示唆している観察者たちもいる。ただし、捕鯨に反対する人々は、彼らの主張を補強する目的で極度にクジラの歌を擬人化及び神格化していることについては議論の余地があるとしている。反面、捕鯨に賛成する人々が、わざわざ家畜類の鳴き声には、ほとんど考慮が払われていない点を指摘して、クジラの音 (歌) の役割を過度に軽視する傾向があるという指摘もある。
研究者は、クジラの声の正確な発生位置を探知するため、(しばしば、潜水艦を追跡するという本来の軍事的使用から応用して) 水中聴音器 hydrophone を使用する。この方法で、クジラの声が、大洋を横断してどれだけ遠くからもたらされたか、検知することが可能になる。30年分の価値ある軍事データを使って行われたコーネル大学のクリストファー・クラークの研究は、クジラの声は、3,000kmまで到達することを示した。歌の生成に関する情報を提供するに加えて、このデータは、「歌唱 (交配)」季節を通じて、研究者がクジラの回遊経路を辿ることを可能にする。

## フィクションに登場するクジラの歌
ザトウクジラの歌は、映画『スタートレックIV 故郷への長い道』では、プロットの重要な一部として使われている。クジラがなぜ歌うのか、その目的が、クリトファー・ムーアによる本『フルーク、あるいは私は翼あるクジラがなぜ歌うのか知っている (Fluke, or I Know Why the Winged Whale Sings)』の中心となるプロット構想であった。クジラの歌はまた、デヴィッド・ブリンの小説『スタータイド・ライジング』における主要登場人物たちの宗教の一部を構成していた。

## メディア

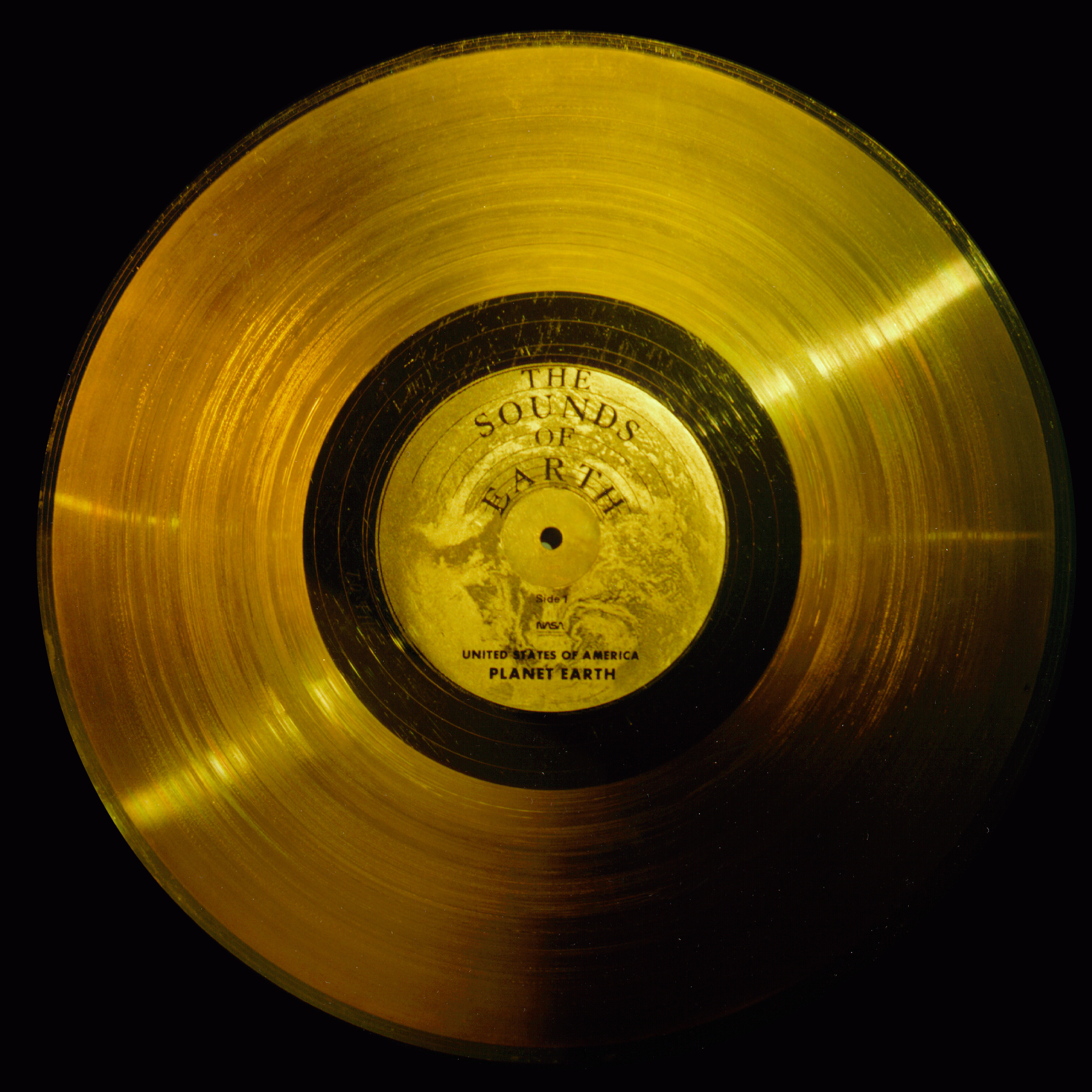
ボイジャー・ゴールデン・レコード (1977年)

- ザトウクジラの歌 (OGG) info
- 風の強い日、ザトウクジラの通常の発声 (OGG) info
- オルカ（シャチ）の歌 (OGG) info
- 遠くで響くオルカの歌 (OGG) info
- オルカの発声 (OGG) info

## ボイジャー・ゴールデン・レコード
ボイジャーのゴールデンレコードは、1977年に外宇宙に向け発進した無人惑星探査機であるボイジャー (Voyager) に積み込まれたレコードである。金色にコーティングされており、そこには、惑星地球を代表する様々な音と共に、クジラの歌もまた収録されている。

## 関連書籍
- ジョゼフ モーテンソン 『クジラの歌ハチの地図―動物たちの心と意識』 1988年　岩波書店　ISBN 4000052659
- ロバート・シーゲル 『クジラの歌』1995年　東京創元社 (小説) ISBN 448801366X